# Ớt Guntur Sannam
Ớt Guntur Sannam hoặc Capsicum annuum var. longum, là một giống ớt được phát triển ở các quận Guntur (Andhra Pradesh), Warangal (Telangana) và Khammam ở Ấn Độ. Nó được đăng ký là một trong những chỉ dẫn địa lý của bang Andhra Pradesh (theo Đạo luật Chỉ dẫn Địa lý của Hàng hóa (Đăng ký và Bảo vệ), 1999).

## Gốc
Ớt Guntur Sannam thuộc loài Capsicum annuum. Nó là một cây trồng thương mại được sử dụng như một gia vị và một loại gia vị dùng để bổ sung cho các món ăn.
Ấn Độ đứng đầu trong sản xuất ớt. Tỉnh Andhra Pradesh dẫn đầu trong sản xuất, cung cấp 46% tổng sản lượng ớt được sản xuất tại Ấn Độ. Chính phủ Andhra Pradesh đã xây dựng một trạm nghiên cứu khu vực tại LAM gần Guntur khoảng 30 năm trước, nơi đây cũng nghiên cứu về việc sử dụng ớt. 
Về mặt từ nguyên, cái tên 'Guntur Sannam' có nguồn gốc từ tiếng Telugu và từ đó chỉ ra hai điều thực tế: nguồn gốc của trái cây và quan trọng hơn là các tiền đề mạnh phát sinh từ Andhra Pradesh. Guntur đã được biến đến với việc trồng ớt trong nhiều thập kỷ, và do đó tiền tố 'Guntur' cho tên của loại ớt này. Từ 'Sannani' trong tiếng Telugu có nghĩa là 'mỏng'.

## Đặc điểm
Các đặc tính độc đáo của ớt Guntur Sannam đã mang lại cho nó sự ca ngợi đến từ quốc tế. Ớt Sannam được mua bán dưới dạng ớt S4   và chủ yếu được sử dụng từ tính hăng của nó để chiết xuất và dẫn xuất capsaicin, một thành phần hoạt động trong ớt mang lại cho chúng phẩm chất nóng bỏng. Sau đây là các thuộc tính / đặc điểm chính của ớt Guntur Sannam:
- Ớt Guntur Sannam thuộc loài Capsicum annuum var. longum, với quả dài (5 đến 15 cm chiều dài) và đường kính từ 0,5 đến 1,5 cm.
- Ớt có vỏ dày.
- Vỏ ớt, khi nghiền nát, dày, đỏ và nóng.
- Ớt có xếp hạng trung bình từ 35.000 đến 40.000 SHU.
- Ớt có màu đỏ với giá trị màu ASTA khoảng 32,11.
- Hàm lượng của Capsaicin là khoảng 0,226%.
- Loại ớt này rất giàu vitamin C (185 mg / 100 g) và protein (11,98 g / 100 g).

## Canh tác
Guntur Sannam có mùa thu hoạch cao điểm từ tháng 12 đến tháng 5 hằng năm . Sản lượng hàng năm của loại này đạt khoảng 280.000 tấn. Ớt Guntur Sannam có các yêu cầu cụ thể từ các phương tiện sản xuất để đạt được mức năng xuất tối ưu. Cây trồng Guntur Sannam rất dễ bị bệnh, và do đó cần được chăm sóc và quan tâm đặc biệt để đảm bảo năng suất không bị sâu bệnh. 
| Tờ thông tin Guntur Sannam | Tờ thông tin Guntur Sannam                                           |
| -------------------------- | -------------------------------------------------------------------- |
| Trung tâm sản xuất         | Andhra Pradesh, Tamil Nadu, Maharashtra, Karnataka, Rajasthan, Assam |
| Mùa thu hoạch              | Tháng 1 đến tháng 4 hoặc tháng 12 đến tháng 5                        |
| Giá trị màu ASTA           | 32.11                                                                |
| Hàm lượng capsaicin        | 0,226%                                                               |
| Sản xuất hàng năm          | 280.000 tấn                                                          |

### Khu vực địa lý sản xuất
Ớt Guntur Sannam được trồng, chế biến và được cung cấp chủ yếu từ quận Guntur của bang Andhra Pradesh. Nó cũng được trồng ở các khu vực lân cận như các huyện Prakasam, huyện Warangal và huyện Khammam.
Ớt Guntur Sannam đòi hỏi khí hậu ấm áp và ẩm ướt cho sự phát triển của nó và thời tiết khô ráo trong thời kỳ trưởng thành. Cây trồng có thể được trồng ở độ cao tới 2.1 mét so với mực nước biển. Đất đen có giá trị pH từ 6 đến 7 và giữ độ ẩm trong thời gian dài thích hợp cho một vụ mùa mưa; trong khi cũng phải để đá phấn ráo nước, châu thổ, và cát mùn trong đất tốt dưới điều kiện tưới tiêu. 
| Quận & Bang              | Vĩ độ                   | Kinh độ                 |
| ------------------------ | ----------------------- | ----------------------- |
| Guntur, Andhra Pradesh   | 15,55 ° N đến 16,35 ° N | 79,19 ° E đến 80,36 ° E |
| Warangal, Telangana      | 17,30 ° N đến 18,18 ° N | 78,25 ° E đến 80,15 ° E |
| Prakasam, Andhra Pradesh | 14,57 ° N đến 16,17 ° N | 78,43 ° E đến 80,25 ° E |
| Khammam, Telangana       | 16,48 ° N đến 18,18 ° N | 79,30 ° E đến 81,18 ° E |

## Điểm và so sánh
Ít nhất 4 lớp ớt Guntur Sannam được biết là tồn tại. Chúng là:
- Sannam Special (SS): màu đỏ nhạt, da sáng, với chiều dài 5 cm và hơn thế nữa.
- Sannam General (SG): màu đỏ nhạt, da sáng, với chiều dài từ 3 đến 5 cm.
- Sannam Fair (SF): màu đen / đỏ xỉn với chiều dài từ 3 đến 5 cm.
- Không chỉ định (NS): Đây không phải là một lớp thông thường và có nghĩa là, đáp ứng các yêu cầu cụ thể của người mua không được bảo đảm như các lớp ớt thông thường.

Giá trị hàm lượng capsaicin của một số giống ớt Ấn Độ nổi tiếng và được chấp nhận là:
| Ớt                      | Hàm lượng capsaicin |
| ----------------------- | ------------------- |
| Guntur Sannam - Loại S4 | 0,226%              |
| Byadagi (Kaddi)         | Không đáng kể       |
| Nalchetti (Mắt chim)    | 0,12%               |
| Kashmiri (Annigira)     | Quốc hội            |
| S9 Mundu                | Quốc hội            |
| Wonderhot               | Quốc hội            |
| Ớt cà chua (Warangal)   | Quốc hội            |
| Madras Pari             | 0,206%              |